# Cladonota cinereus
Cladonota cinereus är en insektsart som beskrevs av Fonseca. Cladonota cinereus ingår i släktet Cladonota och familjen hornstritar. Inga underarter finns listade i Catalogue of Life.